# 1690 Mayrhofer
Mayrhofer (asteróide 1690) é um asteróide da cintura principal com um diâmetro de 31,71 quilómetros, a 2,7466466 UA. Possui uma excentricidade de 0,0963497 e um período orbital de 1 935,5 dias (5,3 anos).
Mayrhofer tem uma velocidade orbital média de 17,0840786 km/s e uma inclinação de 13,04494º.
Esse asteróide foi descoberto em 8 de novembro de 1948 por Marguerite Laugier.